# Lactobacillus zeae
Lactobacillus zeae è una specie di batterio appartenente alla famiglia delle Lactobacillaceae.